# 百联西郊购物中心

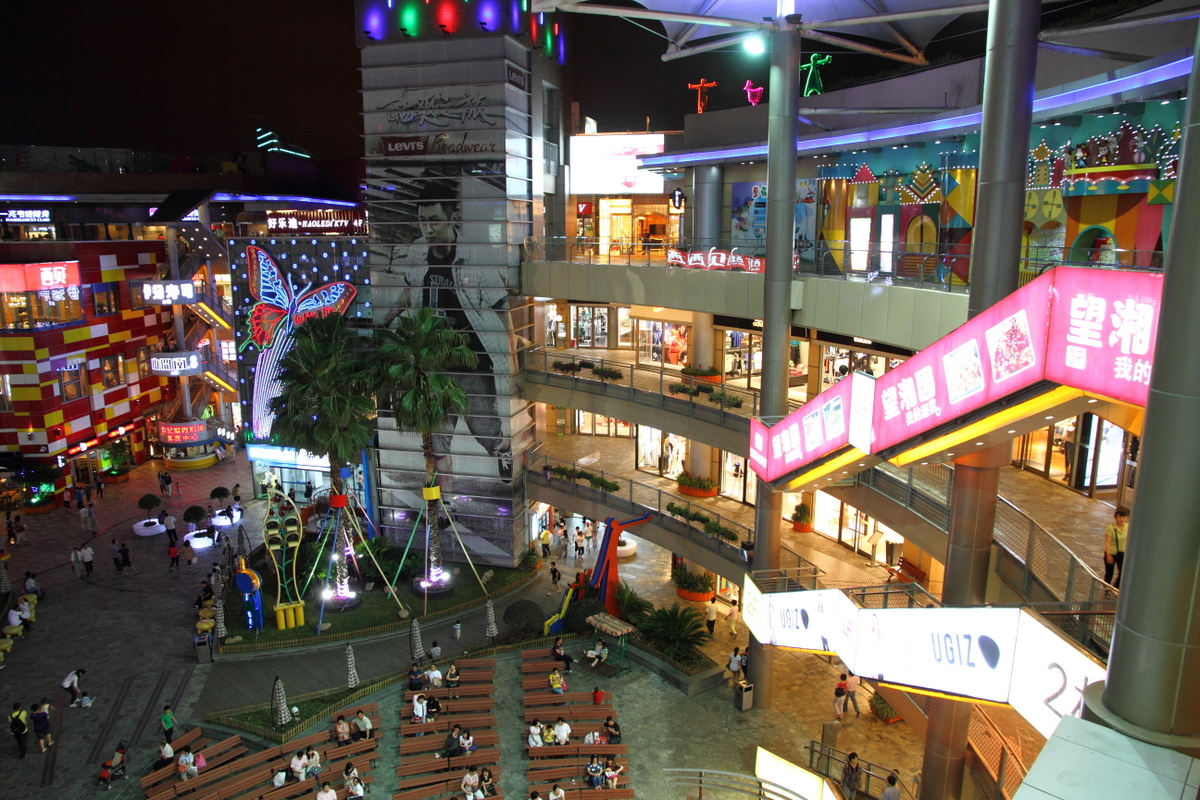
百联西郊购物中心

百联西郊购物中心是位於中华人民共和国上海市长宁区的一个购物中心，號稱是中國首个开放式购物中心。它位於仙霞西路、劍河路路口，並且隸屬於百联集团。百联西郊购物中心面積達11万平方米。

## 历史
百联西郊购物中心於2004年開業。2022年6月15日起，百联西郊购物中心暂停营业并开始为期一年的闭店改造。2023年10月27日，百联西郊购物中心重新試營業，2023年12月16日正式重新營業。